# Елекеев, Ирак Касымович
Ирак Касымович Елекеев (каз. Ирак Қасымұлы Елекеев; род. 20 мая 1947, село Ганюшкино, Денгизский район, Гурьевская область, Казахская ССР) — казахстанский государственный и общественный деятель, журналист, заслуженный юрист Республики Казахстан (1992).

## Биография
Ирак Касымович Елекеев Родился 20 мая 1947 года в селе Ганюшкино Курмангазинского района Гурьевской области. Происходит из рода Толенгит.
В 1977 году окончил юридический факультет Казахского государственного университета им. С. М. Кирова по специальности юрист-правовед.
С 1963 по 1972 годы — рабочий, электромонтер, электрик, слесарь в управлении рабочего снабжения в поселке Аксуек Джамбулской области, слушатель рабфака КазГУ имени Кирова.
С 1977 по 1988 годы — стажёр, судья Мангышлакского областного суда, заместитель начальника отдела юстиции Мангышлакской области.
С 1988 по 1995 годы — начальник Гурьевского (Атырауского) областного управления юстиции.
С 1999 по 2002 годы — руководитель Аппарата Мажилиса Парламента Республики Казахстан.
С 13 февраля 2002 по 31 мая 2003 годы — вице-министр юстиции Республики Казахстан.
С июнь 2003 по декабрь 2004 годы — Советник Председателя Мажилиса Парламента РК.
С 2004 по 2007 годы — Первый заместитель Председателя Комитета по судебному администрированию при Верховном Суде Республики Казахстан.
С 2007 по 2008 годы — Заместитель Председателя Комитета по судебному администрированию при Верховном Суде Республики Казахстан.
С 2008 по 2009 годы — председатель Комитета по судебному администрированию при Верховном Суде Республики Казахстан.
С январь 2012 года — журналист АО Агентство «Хабар».
С 1996 по 1999 годы — депутат Мажилиса Парламента Казахстан І созыва, член Комитета по законодательству и судебно-правовой реформе.
С 8 сентября 2009 по 16 ноября 2011 годы — депутат Мажилиса Парламента Республики Казахстан IV созыва по партийному списку «Нур Отан», член Комитета по законодательству и судебно-правовой реформе.
С ноябрь 2012 года — Председатель общественного совета при Министерстве внутренних дел (МВД) Республики Казахстан.
С 2018 года — Председатель палаты частных судебных исполнителей РК.

## Награды
- Нагрудный знак Министерства юстиции СССР «За успехи в Службе» (1991)
- Заслуженный юрист Республики Казахстан (1992) — за заслуги в укреплении законности, защите прав и законных интересов граждан, многолетнюю добросовестную работу.
- Орден Курмет (2007) — за заслуги в законотворческой деятельности и многолетнюю добросовестную работу.
- Медаль «Астана» (1998)
- Медаль «За трудовое отличие» (Казахстан) (2001)[2]
- Медаль «10 лет независимости Республики Казахстан» (2001)
- Медаль «10 лет Конституции Республики Казахстан» (2005)
- Медаль «10 лет Астане» (2008)
- Почётный знак «Почётный работник судебной системы Республики Казахстан» (2007)
- Медаль «20 лет независимости Республики Казахстан» (2011) и др.
- Памятный знак «МПА СНГ. 25 лет» (27 марта 2017 года, Межпарламентская ассамблея СНГ) — за содействие в деятельности Межпарламентской Ассамблеи и её органов[3]
- Почётный гражданин Атырауской области (28 марта 2018 года) — за особые заслуги перед областью и общественную активность.[4]